# 刺猬卫矛
刺猬卫矛（学名：Euonymus hystrix）是卫矛科卫矛属的植物，是中国的特有植物。分布于中国大陆的云南等地，生长于海拔1,000米至1,500米的地区，见于山地密林中，目前尚未由人工引种栽培。